# Capitonidae
Capitonidae là một họ chim trong bộ Piciformes. Các loài trong họ này sống trong các khu rừng ẩm ở Trung và Nam Mỹ.

## Hình ảnh

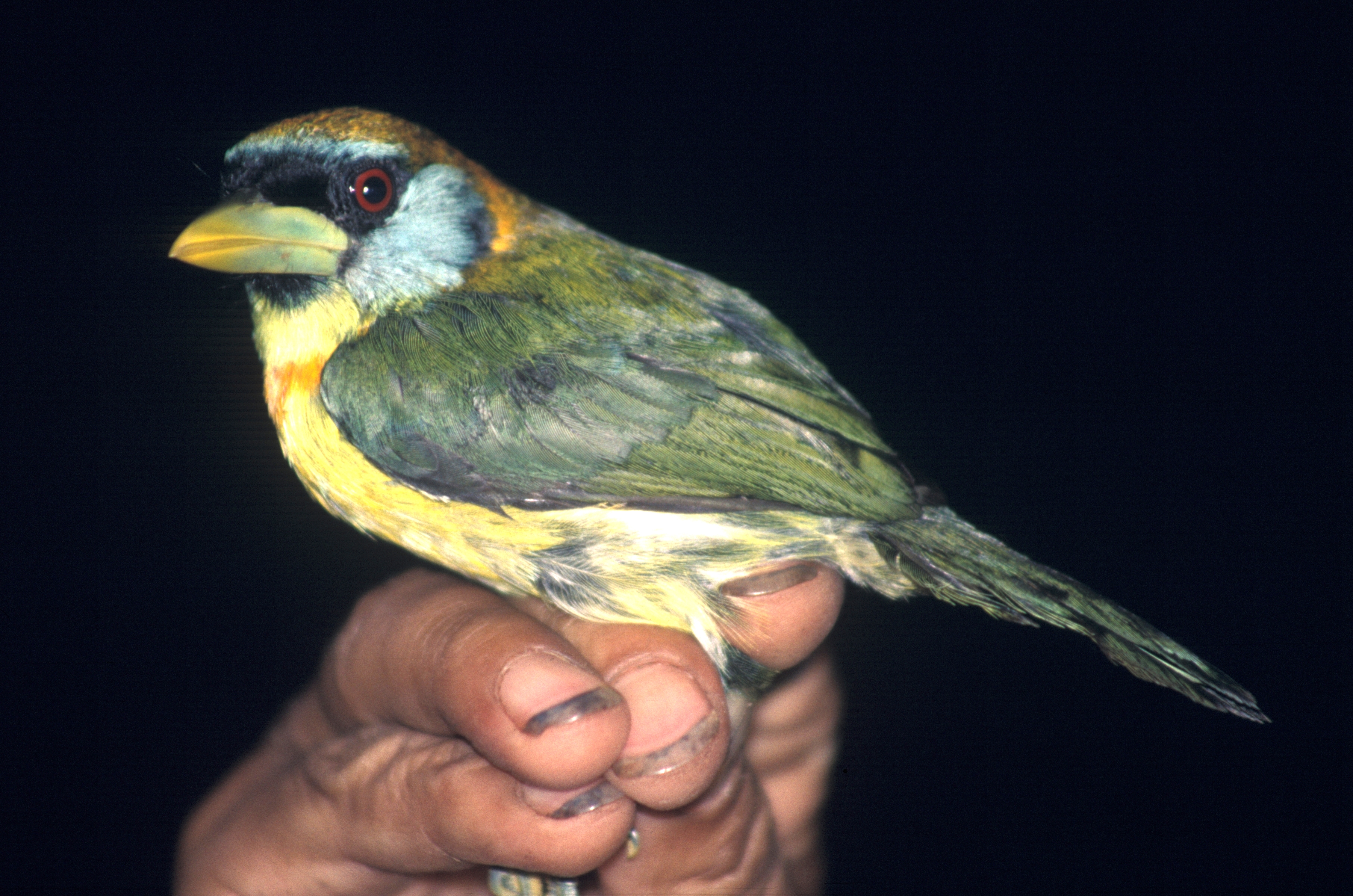
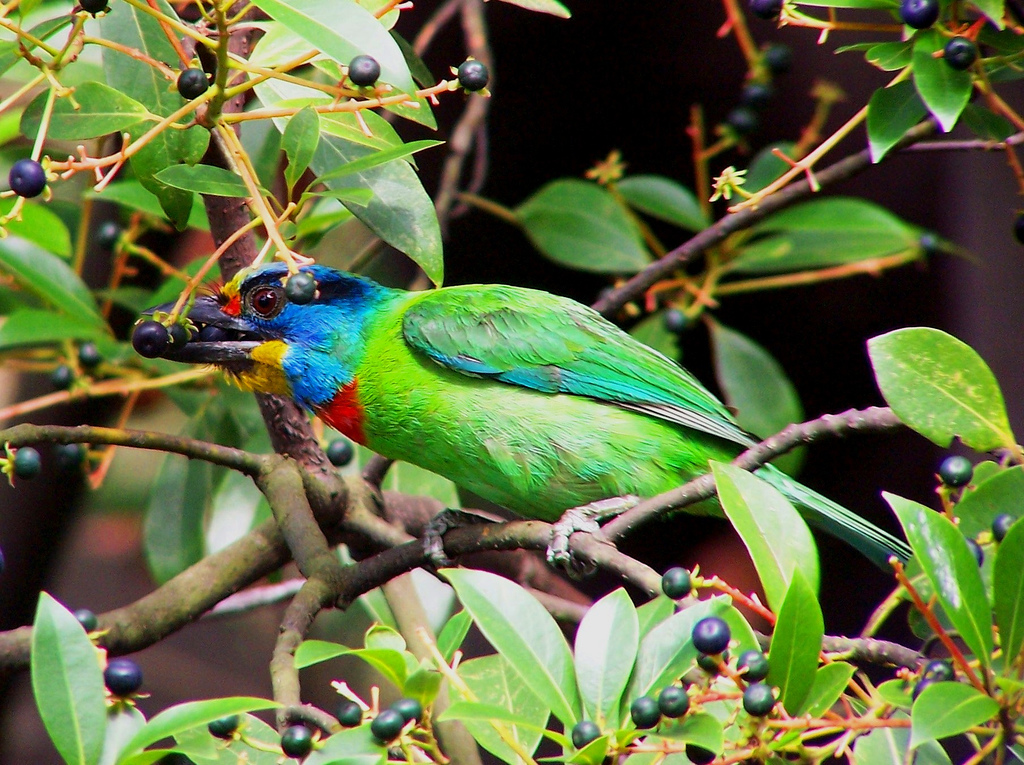
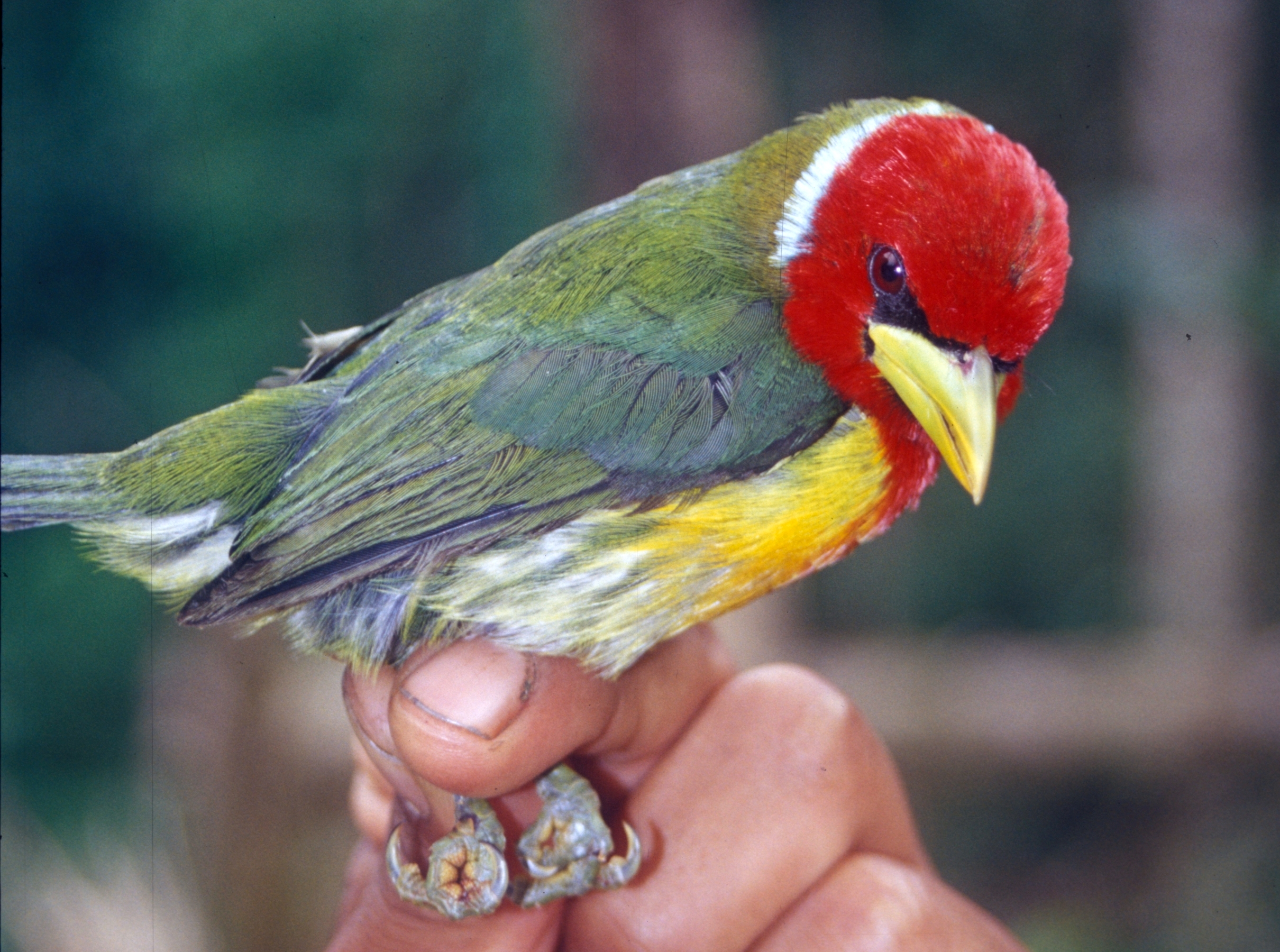
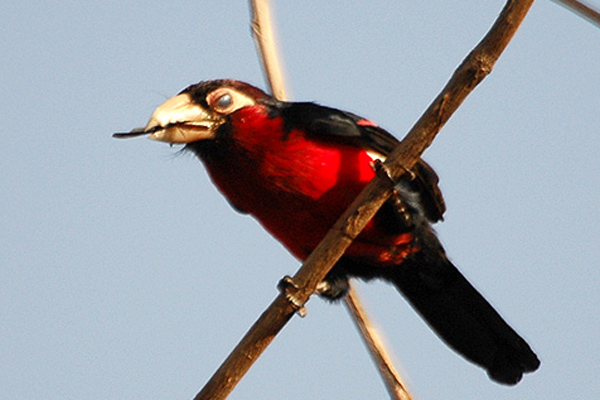
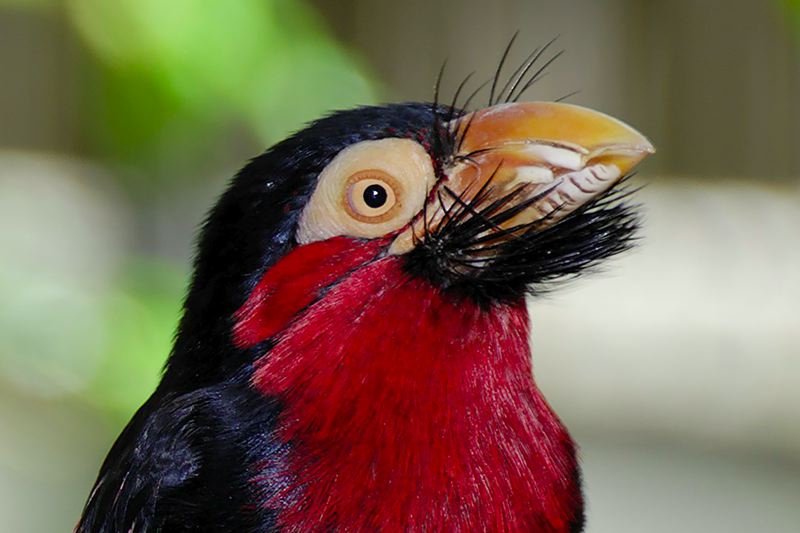
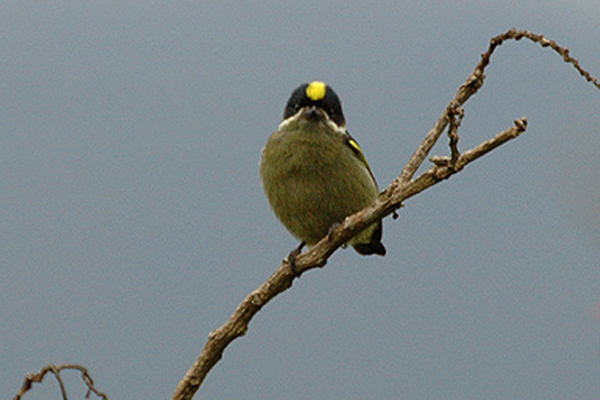
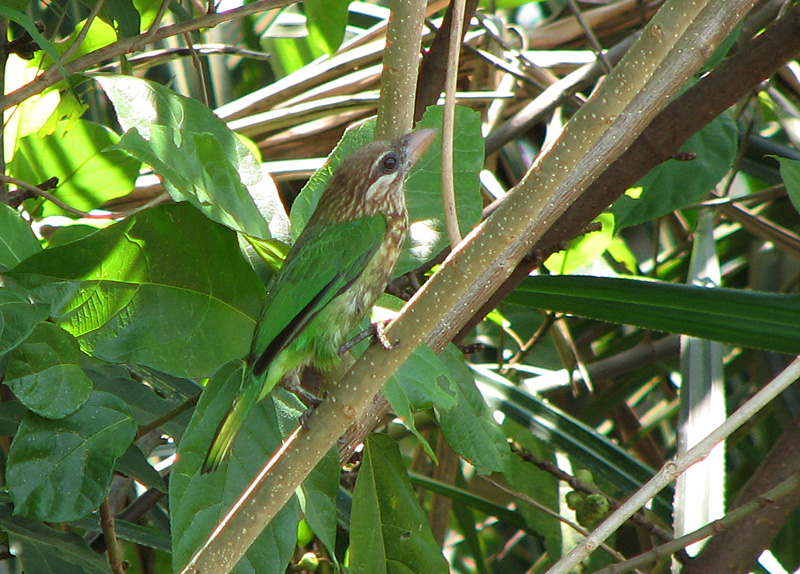

## Phân loại học
Họ Capitonidae:
- Chi Capito
  - Capito aurovirens
  - Capito wallacei
  - Capito maculicoronatus
  - Capito squamatus
  - Capito hypoleucus
  - Capito dayi
  - Capito brunneipectus
  - Capito niger
  - Capito auratus
  - Capito quinticolor
- Chi Eubucco
  - Eubucco richardsoni
  - Eubucco bourcierii
  - Eubucco tucinkae
  - Eubucco versicolor